# توطين اللغة

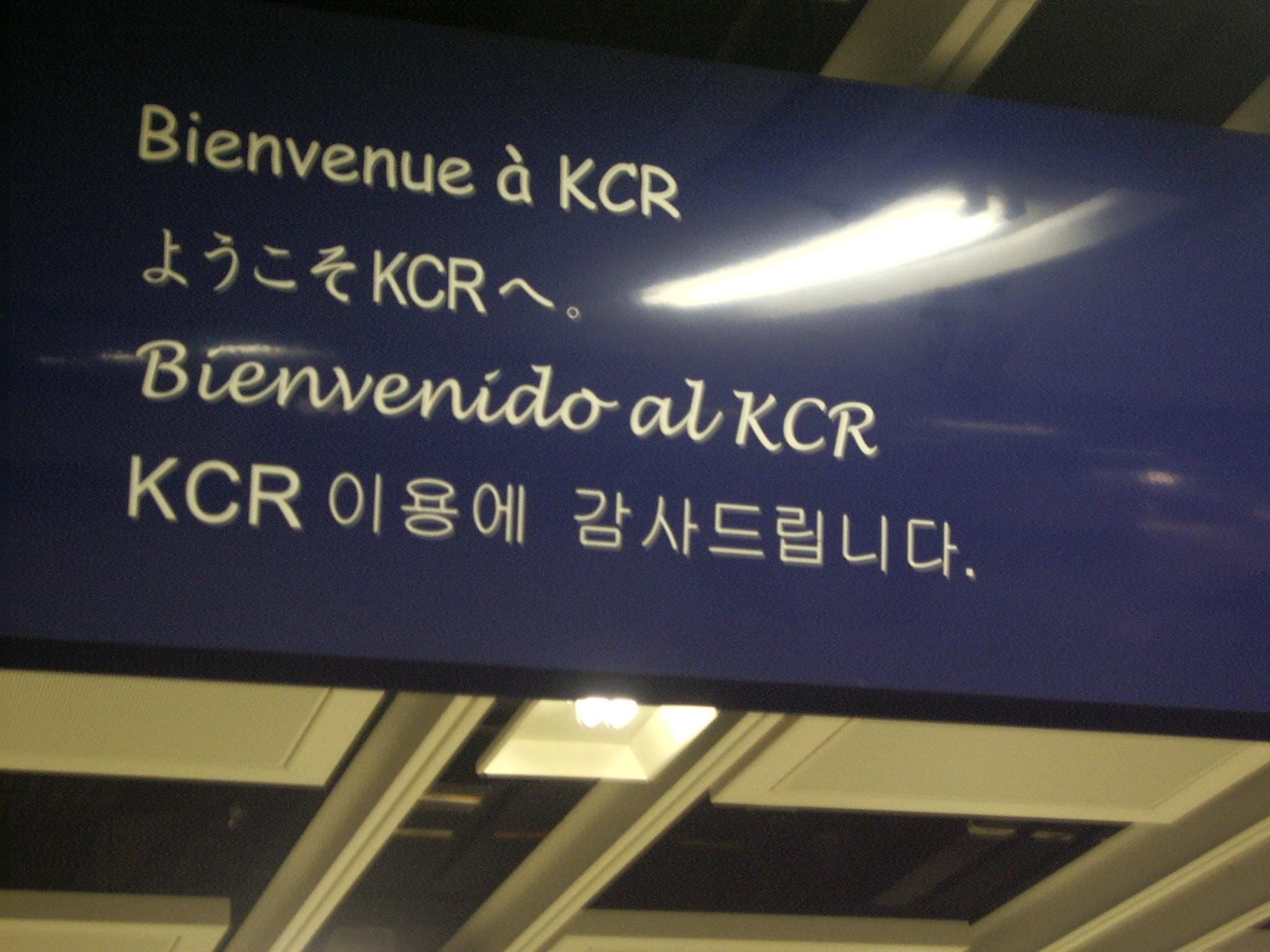

يُعرف مصطلح توطين اللغة "Language localisation" بأنه عملية تكييف منتج تُرجم مسبقاً إلى لغات مختلفة في منطقة أو بلد محدد «وهذا المصطلح مأخوذ من الكلمة اللاتينية Locuse» «و مأخوذ من الكلمة الإنجليزية»Locate«و التي تعني كلتاهما بالعربية مكان أو موضع»، المكان الذي يحدث فيه الشيء أو يتم تعينه. وهو المرحلة الثانية لعملية ترجمة المنتج وتكييف اللغة (لبلدان محددة أو مناطق أو مجموعات) لحساب الاختلافات في الأسواق المميزة، وهذه العملية تُعرف باسم التدويل والتوطين.
يختلف توطين اللغة عن نشاط الترجمة لأنه يشمل دراسة شاملة للثقافة المستهدفة من أجل تكييف المنتج مع الحاجات المحلية. ويمكن الإشارة إلى كلمة التوطين باللغة الإنجليزية "Localisation" عن طريق عدد أحرف الكلمة والتي اختصارها L10N حيث يشير العدد 10 إلى عدد الأحرف بين حرفي "L" و "N".
و ترتبط عملية التوطين عمومًا بتكييف الثقافة وترجمة البرمجيات وألعاب الفيديو ومواقع الأنترنت وترتبط بشكل أقل مع الترجمة المكتوبة (التي تتضمن عمليات تكييف الثقافة). ويمكن أن يتم التوطين للمناطق والبلدان التي يتحدث سكانها لغات مختلفة أو يتحدث سكانها نفس اللغة. فعلى سبيل المثال، هناك لهجات مختلفة في اللغة الإسبانية ومع اختلاف المصطلحات المتحدث بها في إسبانيا فأنها أكثر من المتحدث بها في أمريكا اللاتينية. وبالمثل فقد تختلف خيارات الكلمة والمصطلحات حتى بين البلدان اللذان يتشاركان نفس اللغة.

## العملية الشاملة للتدويل والعولمة والتوطين
كما أوضحت جمعية معايير توطين الصناعة سابقاً، بأن يمكن أن تكون العولمة أفضل من حيث فكرة أنها دورة بدلاً من عملية واحدة. ولعولمة شيء هو تخطيط التصميم وتطوير الأساليب لمنتج للتقدم به، مع الأخذ في الاعتبار أن هناك جمهور متعدد الثقافات وذلك لتفادي التكاليف المرتفعة ومشاكل الجودة وتوفير الوقت والجهد وإضفاء الطابع المحلي لكل بلد أو منطقة. والتوطين جزء لا يتجزأ من العملية الشاملة للعولمة.
وهناك مرحلتان رئيسيتان من العمليات التقنية التي تشتمل عليها العولمة وهما: التدويل والتوطين.
المرحلة الأولى هي التدويل، وتشمل التخطيط ومراحل تحضير المنتج الذي تم أنشاؤه عن طريق تصميم لدعم الأسواق العالمية. وفي هذه العملية يتم إزالة جميع الافتراضات الثقافية وأي محتوى مخزن سابقا لبلد أو لغة محدده لكي يتم التكييف بسهولة.
المرحلة الثانية هي التوطين، وتشير إلى التكييف الفعلي للمنتج في سوق محدد. وتتضمن مرحلة التوطين أربع قضايا والتي تصفها جمعية معايير توطين الصناعة على أنها القضية اللغوية والمادية والمالية والثقافية وأخيراً القضية التقنية.
وفي نهاية كل مرحلة، يتم اختبار (بما في ذلك ضمان الجودة) للتأكد من أن المنتج يعمل تماماً ويلبي توقعات العميل عن الجودة.

## الترجمة مقابل التوطين
بالرغم من وجود صعوبة في بعض الأحيان في رسم حدود بين الترجمة والتوطين، فأن أهمية مواضيع التوطين العامة تحتوي على مكونات غير نصية للمنتجات والخدمات. بالإضافة إلى الترجمة (و من ثم القواعد ومسأل الأملاء التي تختلف من مكان إلى أخر حيث يٌتحدث بنفس اللغة)، فأن عملية التوطين قد تحتوي على التكييف مع الرسومات وتكييف العملات المحلية واستخدام التصميم المناسب للوقت والتواريخ والقوانين وأرقام الهواتف التي تنطبق على الموقع وخيارات الألوان والعديد من التفاصيل بما فيها إعادة النظر إلى الهيكل المادي للمنتج. وتهدف كل هذه التغييرات لمعرفة الحساسية المحلية وتجنب الصراع مع الثقافة المحلية والعادات والطابع المشترك والدخول إلى السوق المحلي عن طريق دمج احتياجاته ورغباته. على سبيل المثال، يهدف التوطين إلى تقديم مواقع على شبكة الأنترنت الخاصة لكل بلد من نفس الشكة أو طبعات مختلفة لكتاب اعتماداً على المكان الذي نُشر فيه.

## العولمة مقابل التوطين
في حين أن التوطين هو عملية تكييف منتج واحد إلى مكان محدد، فأن العولمة هي تصميم المنتج لتقليل العمل الإضافي المطلوب لكل توطين.
أفترض أن شخص يعمل في شركة عملت حصراً في الولايات المتحدة. مع ذلك فأن الشركة الآن فتحت مكتباً رئيسياً في الصين وتحتاج إلى موقع على شبكة الأنترنت باللغة الصينية. وتقدم هذه الشركة نفس المنتجات والخدمات في كلا البلدين مع بعض الاختلافات البسيطة، ولكن ربما بعض العناصر التي ظهرت في الموقع الأصلي الذي يخص الولايات المتحدة لا تناسب الصين، وتعتبر هذه العناصر مزعجة وهجومية (مثل استخدام الألوان والأعلام والصور القومية والأغاني وغيرها من أمور). ولنفترض أن هذه الشركة قد تحتاج إلى مكاتب رئيسية في 12 بلد وتحتاج أيضاً إلى مواقع مصممة خصيصاً لكل بلد قبل البت في كيفية توطين المواقع والمنتجات المعروضة في أي بلد من البدان، فان المتخصص في هذه المنطقة قد يقدم المشورة للشركة ليُحدث إستراتيجية شاملة وهي «العولمة هي طريقة تنظيم الأعمال». وقد ترغب الشركة في تصميم إطار لتنظيم ودعم هذه الاستراتيجية العالمية. وتزود إستراتيجية العولمة وإطار العولمة توجيهاً موحد لجهود التوطين المنفصلة للإثناء عشر دولة.
للعولمة أهمية خاصة في التخفيف من العمل الإضافي المشارك في دورة طويلة المدى من أجل التوطين. لأن التوطين عبارة عن دورة وليس مشروع لمرة واحدة، لذلك سيكون هناك دائماً نصوص جديدة وتحديثات ومشاريع للتوطين. على سبيل المثال، كما يتم تحديث الموقع الأصلي مع مرور الوقت فأن كل المواقع المحلية المترجمة سابقاً ستحتاج أيضاً إلى تحديث. وهذه الدورة من العمل مستمرة طالما يستمر المشروع الأصلي بالتطور. وبالتالي فإنه من المهم لعمليات العولمة أن يتم إنشاؤها وتبسيطها من أجل تنفيذ التغيرات الجارية.

## رموز وعلامات اللغة
ترتبط الرموز ارتباطا وثيقاً بعملية التوطين لأنها تشير إلى أماكن تتضمن ترجمة المنتج وتكييفه. وتستخدم هذه الموز في سياقات مختلفة. على سبيل المثال، قد تستخدم هذه الرموز بشكل غير رسمي في وثيقة تم نشرها من قبل الاتحاد الأوربي أو قد تقدم في العنصر HTML تحت سمة اللغة. وفي حالة توجيه أسلوب الاتحاد الأوربي، فأن علامات اللغة تسند على الرمز ISO 0639-1 alpha_2. ويعتمد قرار استخدام نوع من أنواع الرموز مقابل الأخرى على طبيعة المنتج وأية متطلبات معروضة على متخصص اللغة.
في معظم الأحيان يوجد رمز فرعي أساسي يميز اللغة مثل الحروف الإنجليزية "en"، ويوجد رمز فرعي اختياري يميز التنوع الوطني كما في الأحرف الإنجليزية الكبيرة "US" أو "GB". وترتبط الرموز الفرعية مع علامة الواصلة (-)، وأن كان من الضروري استبدال هذه العلامة بعلامة التسطير (_) في بعض السياقات.
و هناك عده طرق متاحة لعلامات اللغة لترميز اللغة. على سبيل المثال، تميز المنظمة الدولية للقياس كل من الرموز التي تتكون من حرفان أو ثلاثة أحرف لتمثل اللغة في المعياريين ISO 639-1 أو IOS 639-2 بالتتالي.

### أمثلة على بعض رموز ISO 639-1 التي تحتوي على حرفان
| عائلة اللغة | ISO 639-1 code | تنوع اللغة            |
| ----------- | -------------- | --------------------- |
| الإنجليزية  | en-US          | الإنجليزية الأمريكية  |
|             | en-GB          | الإنجليزية البريطانية |
|             | en-CA          | لإنجليزية الكندية     |
| الإسبانية   | es-ES          | الإسبانية أسبانيا     |
|             | es-MX          | الإسبانية المكسيك     |
|             | es-AR          | الإسبانية الأرجنتين   |
|             | es-CO          | الإسبانية كولومبيا    |
| البرتغالية  | pt-PT          | البرتغالية البرتغال   |
|             | pt-BR          | البرتغالية البرازيل   |
| الصينية     | zh-CN          | الصينية ماندرين       |
|             | zh-TW          | الصينية تايوان        |
|             | zh-HK          | الصينية هونغ كونغ     |